# Psychotria anisocephala
Psychotria anisocephala är en måreväxtart som beskrevs av Johannes Müller Argoviensis. Psychotria anisocephala ingår i släktet Psychotria och familjen måreväxter. Inga underarter finns listade i Catalogue of Life.